# 蒼蠅座FH
蒼蠅座FH，又名CP-65 1941，HD 110020、SAO 251987、HR 4814，是蒼蠅座的一颗恒星，视星等为6.26，位于銀經301.78，銀緯-3.67，其B1900.0坐标为赤經12h 34m 0.4s，赤緯-65° -3.67′ 40″。